# Masacrul de la Hărcana (Turda)

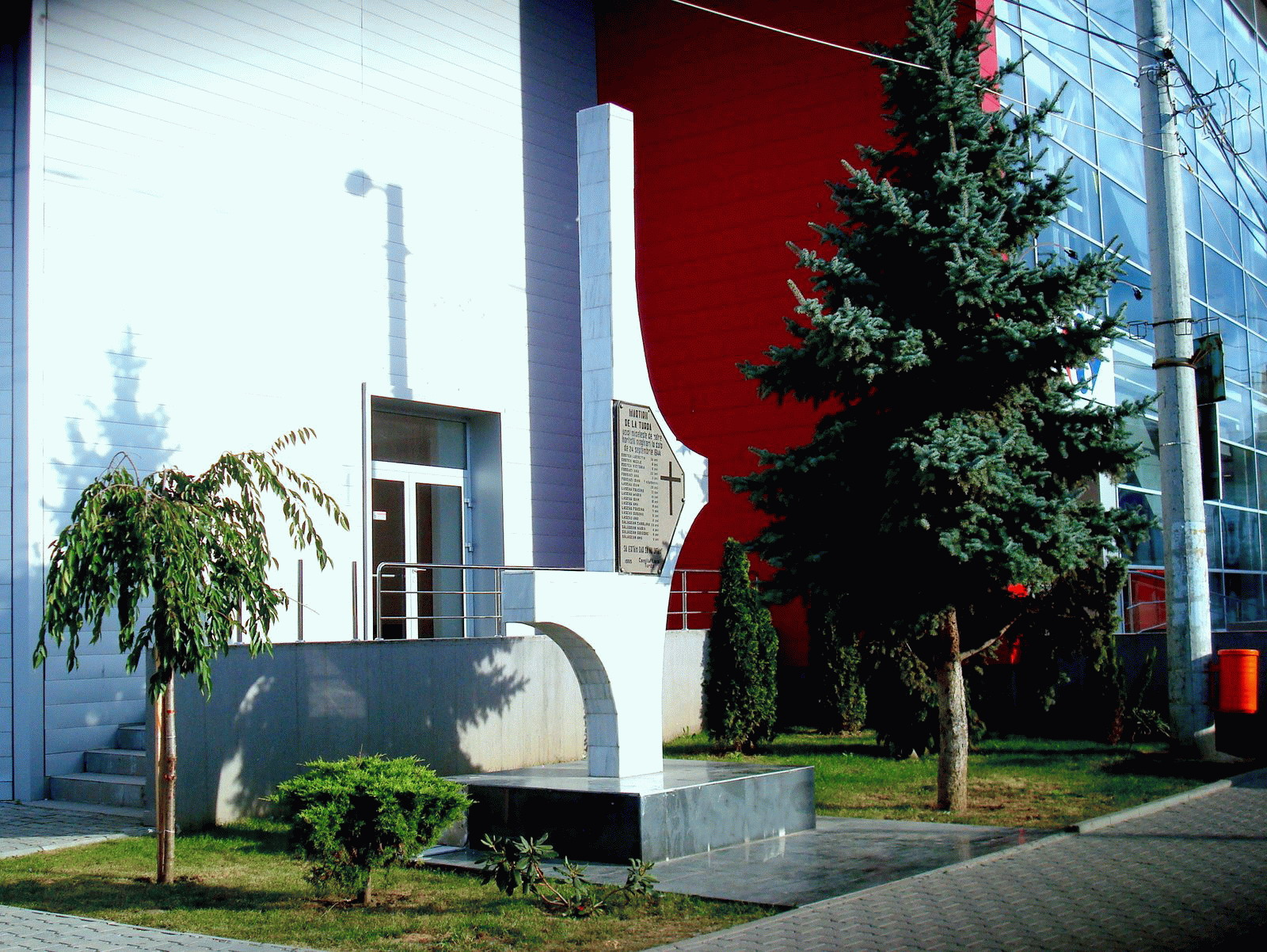
Monumentul Martirilor din 1944 (Piaţa 1 Decembrie 1918 din Turda)

Masacrul de la Hărcana (Turda) reprezintă crime de război și asasinate comise de unități militare maghiare. Aceștia au ucis 18 persoane de naționalitate română, bătrâni și copii. Incidentul s-a  petrecut la 24 septembrie 1944, într-un cătun situat la circa 10 km nord-est de localitatea Turda.

## Context istoric
În noaptea de 22 și 23 septembrie 1944 un grup de civili de naționalitate română s-a refugiat din cătunul Hărcana pentru  a evita confruntările dintre armata sovietică, armata română și corpurile de armată maghiare și germane. Grupul de circa 30 de persoane s-a adăpostit în cantonul de cale ferată din apropierea orașului Câmpia Turzii (cătunul Petrilaca) și au fost martorii la execuția consătenilor lor.
In dimineața zilei de  24 septembrie 1944, un grup de militari maghiari însoțiți de civili au trecut linia de cale ferată ducând cu ei 18 prizonieri, dintre care 12 copii cu vârste între 7 luni și 10 ani, adolescenți și 4 adulți, locuitori ai cătunului Hărcana care nu au plecat cu grupul inițial de refugiați. Civilii români au fost executați prin împușcare într-o groapă de obuze, lângă calea ferată iar apoi corpurile lor au fost  stropite cu petrol și incendiate.
Cei 12 copii proveneau din familiile Lăscău, Forgaci, Costea și Sălăgean. Cel mai mic copil ucis  a fost Ionuț Forgaci în vîrstă de șapte luni.
În anii 1987-1988, unul din martorii oculari ai masacrului însoțit de fiul uneia dintre victime au identificat mormintele celor împușcați.
Masacrul de la Turda a fost comemorat printr-o placă comemorativă ridicată cu sprijinul Consiliului Local al municipiului Turda și al Partidului Unității Naționale a Românilor (PUNR). Placa comemorativă amplasată în centrul municipiului în partea dreaptă a Catedralei Ortodoxe, este inscripționată cu numele victimelor și vârsta lor.
Istoria masacrului de la Hărcana a fost consemnată în presa județeană și locală prin intermediul unor relatări ale martorilor oculari  Vasile Bucur și Eugen Vescan, precum și prin relatările unor descendenți ai familiilor Forgaci și Lăscău.

## Slujba în memoria persoanelor masacrate
În amintirea acestor martiri, Preasfințitul Părinte Benedict Bistrițeanul, Episcopul-vicar al Arhiepiscopiei Vadului, Feleacului și Clujului a oficiat în 24.09.2024 slujba Parastasului în Biserica Parohiei Ortodoxe “Înălțarea Domnului” – Turda-Hărcana.
Numele celor 18 persoane masacrate:
- Costea Lucreția -36 ani;
- Vasile- 6 ani;
- Victoria – 5 ani.
- Forgaci Ana – 22 ani;
- Ana -3 ani;
- Ioan – 7 săptămâni.
- Lascău Ioan -35 ani;
- Frasina- 31 ani;
- Maria – 18 ani;
- Ioan – 10 ani;
- Ana – 9 ani;
- Frăsina – 7 ani;
- Susana – 5 ani;
- Ana – 2 ani.
- Sălăgean Carolina -33 ani;
- Maria – 8 ani;
- Grigore – 5 ani;
- Ana – 3 ani[3]..

## Galerie de imagini

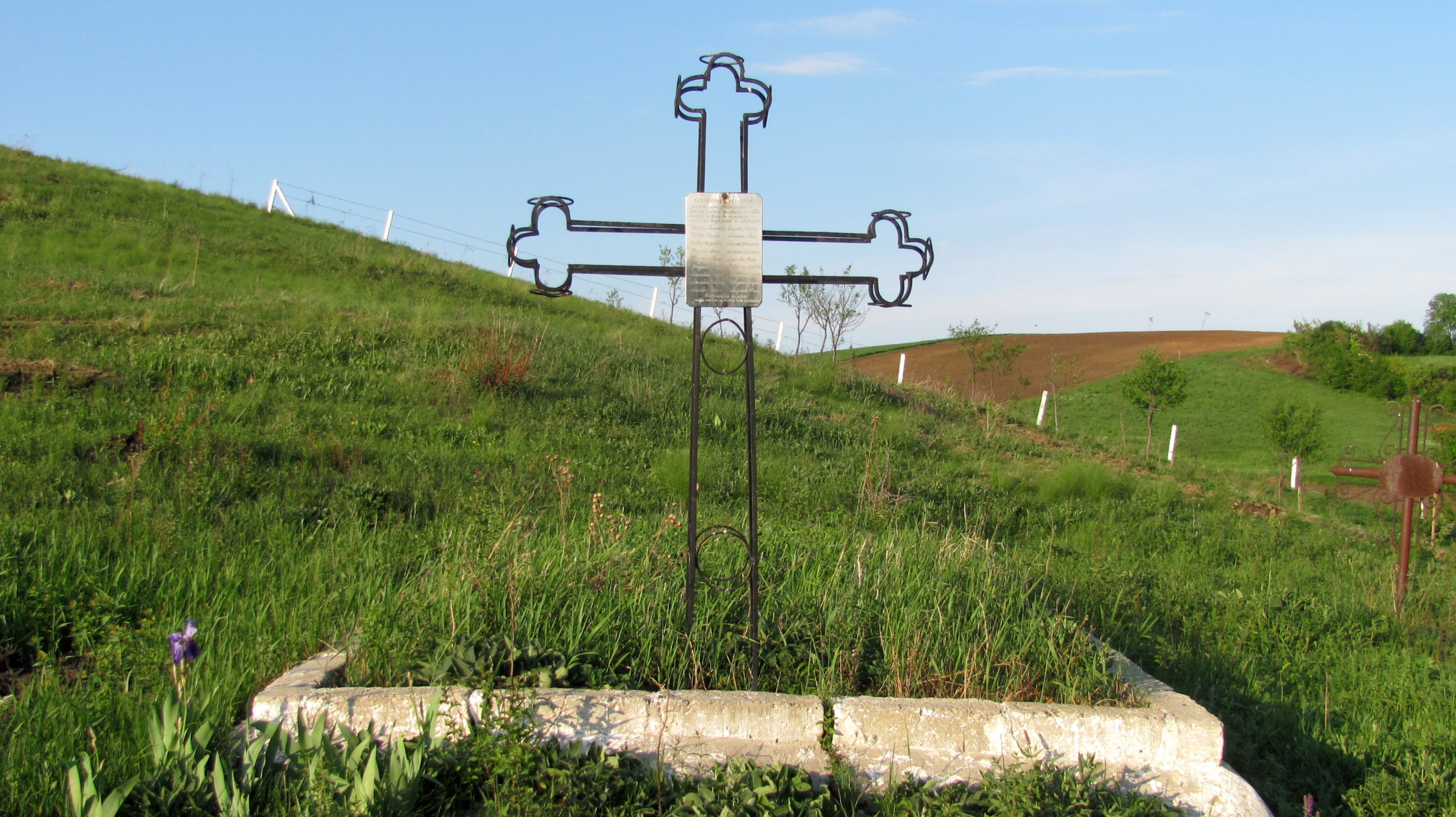
Mormântul celor uciși de hortiști în anul 1944 în zona Petrilaca din Turda
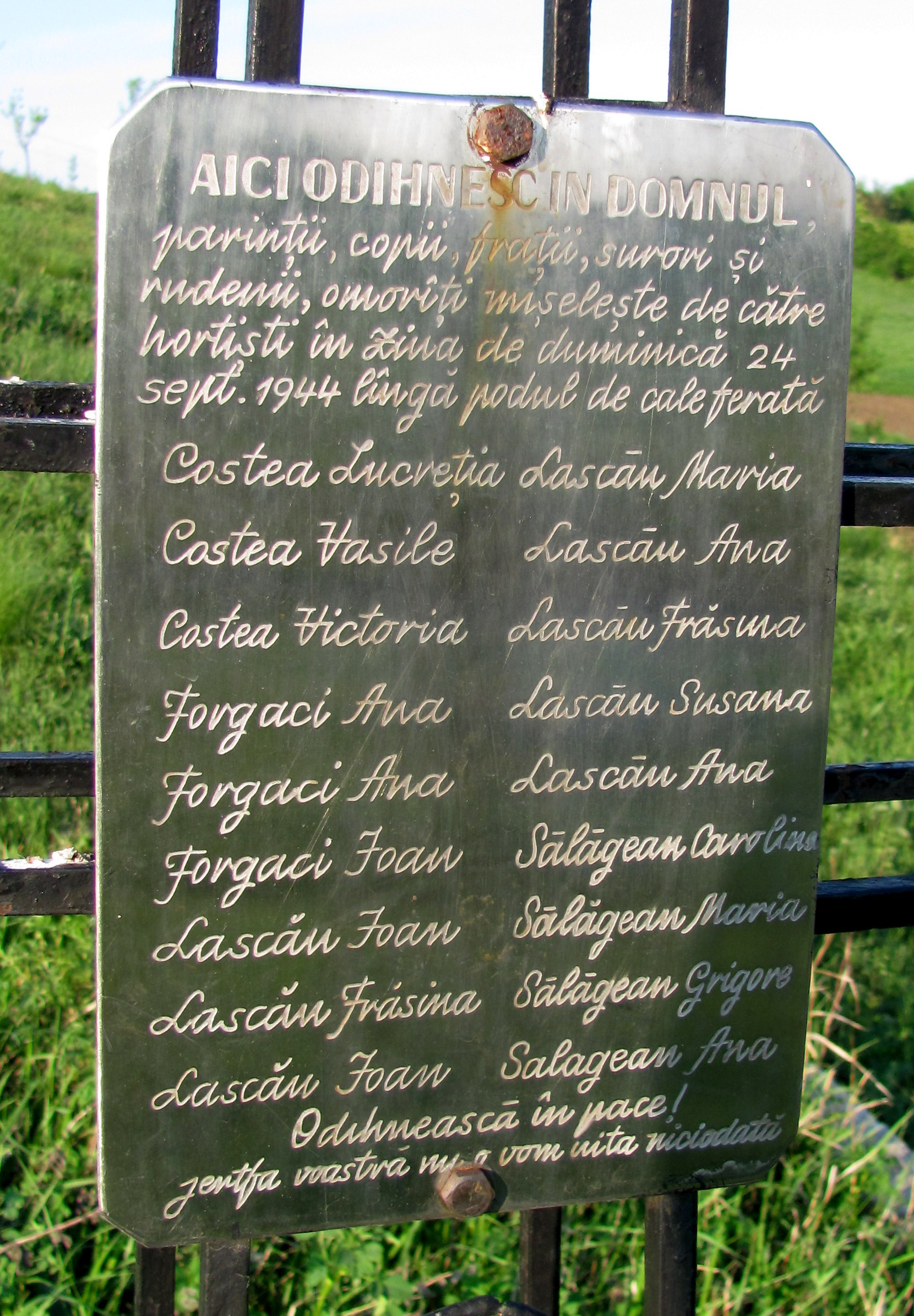
Inscripție de pe mormântul celor uciși de hortiști în anul 1944 în zona Petrilaca din Turda
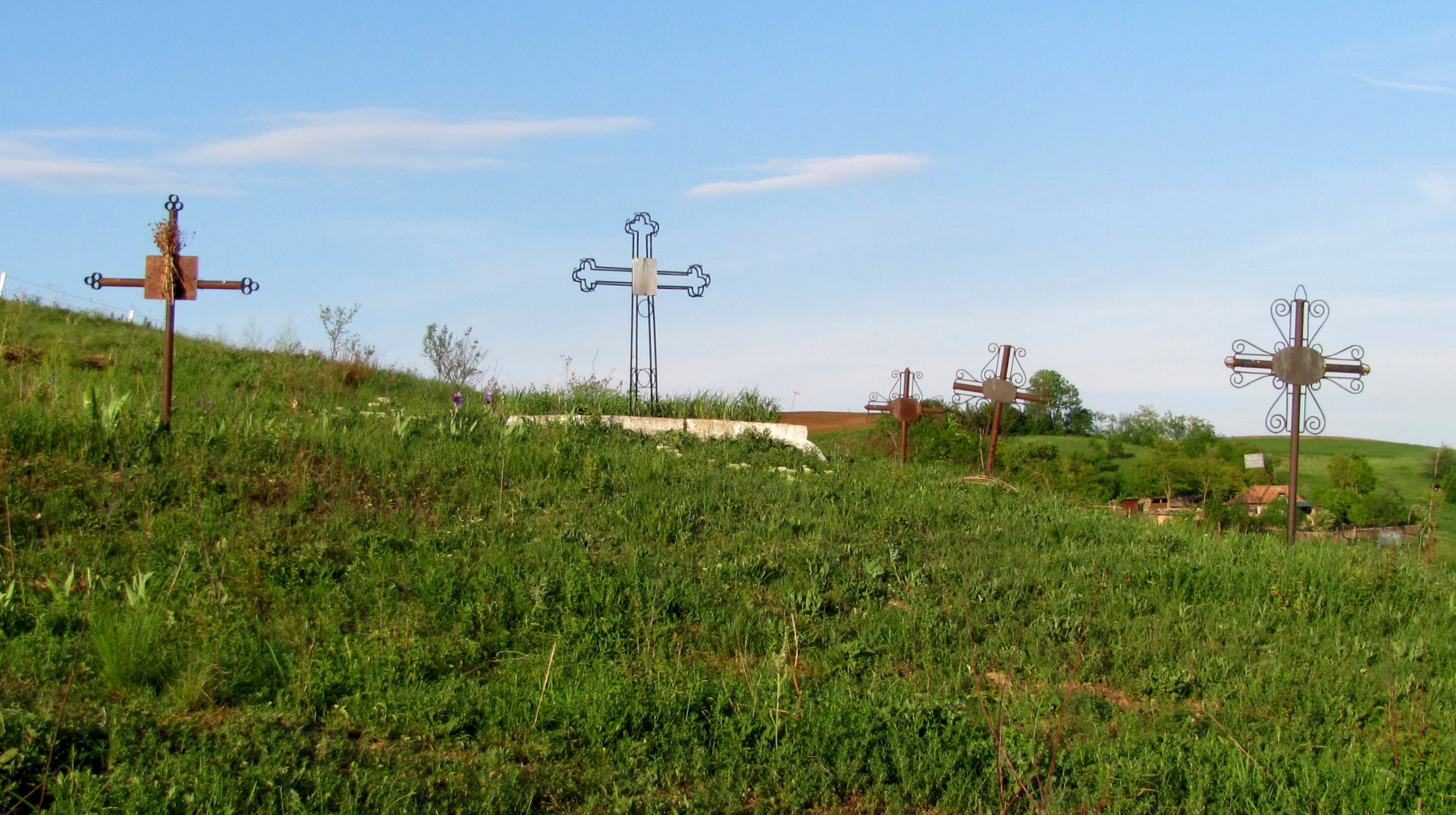
Morminte în zona Petrilaca din Turda
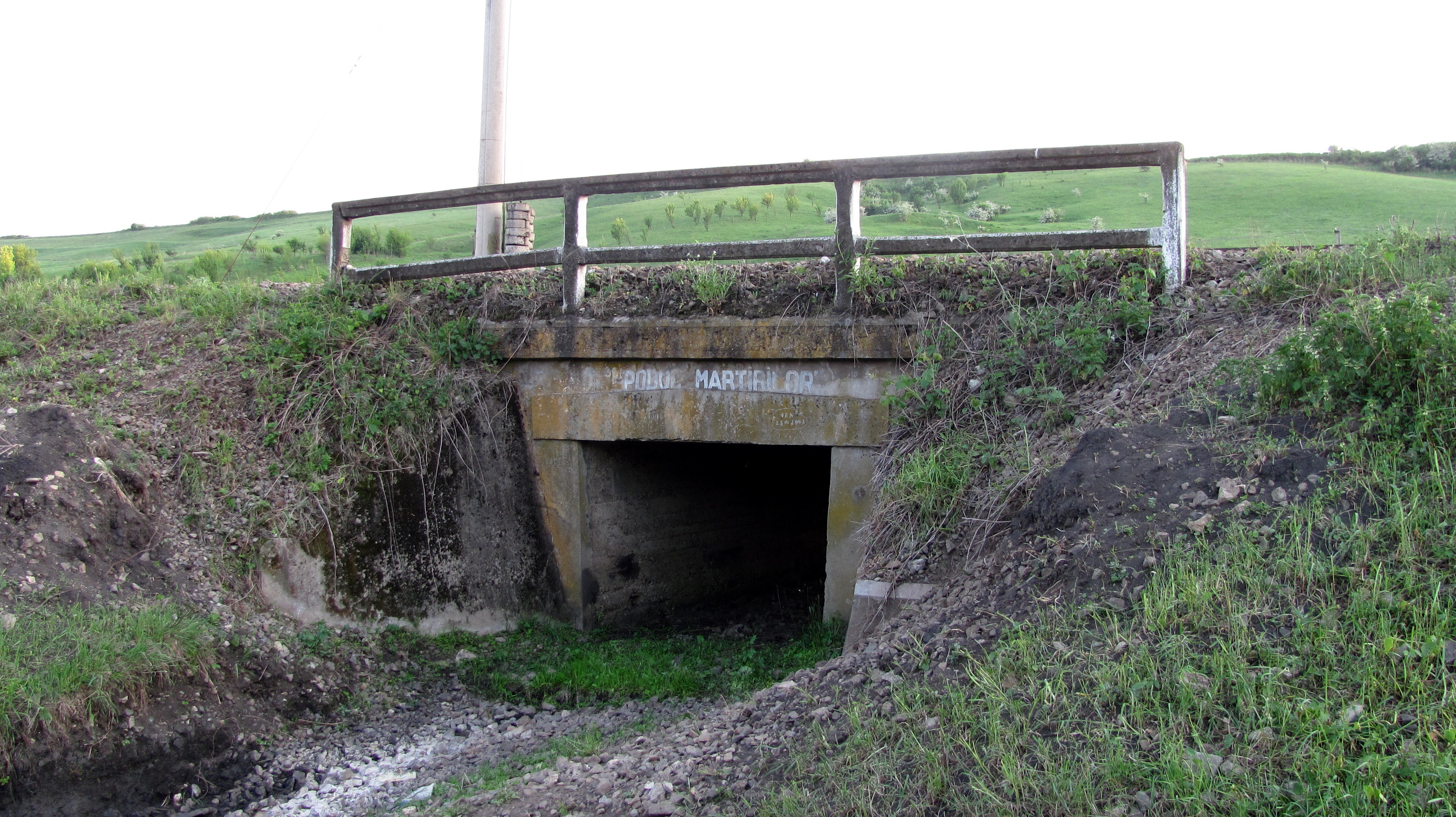
Turda - Zona Petrilaca "Podul Martirilor" unde a avut loc masacrul din 1944

## Articole conexe
- Masacre în Transilvania de Nord, 1940-1944